# 1 500 meter för damer i friidrott vid olympiska sommarspelen 2016
Damernas 1 500 meter vid olympiska sommarspelen 2016, i Rio de Janeiro i Brasilien avgjordes den 12–16 augusti på Estádio Olímpico João Havelange.

## Medaljörer
| Spel        | Guld                 | Silver                  | Brons                |
| 1 500 meter | Faith Kipyegon Kenya | Genzebe Dibaba Etiopien | Jennifer Simpson USA |

## Resultat

### Heat

#### Heat 1
| Placering | Idrottare               | Nationalitet          | Tid     | Noteringar |
| --------- | ----------------------- | --------------------- | ------- | ---------- |
| 1         | Genzebe Dibaba          | Etiopien              | 4:10,61 | Q          |
| 2         | Ciara Mageean           | Irland                | 4:11,51 | Q          |
| 3         | Brenda Martinez         | USA                   | 4:11,74 | Q          |
| 4         | Linden Hall             | Australien            | 4:11,75 | Q          |
| 5         | Angelika Cichocka       | Polen                 | 4:11,76 | Q          |
| 6         | Konstanze Klosterhalfen | Tyskland              | 4:11,76 | Q          |
| 7         | Hilary Stellingwerff    | Kanada                | 4:12,00 |            |
| 8         | Maureen Koster          | Nederländerna         | 4:13,15 |            |
| 9         | Siham Hilali            | Marocko               | 4:13,46 |            |
| 10        | Amela Terzić            | Serbien               | 4:15,17 |            |
| 11        | Nancy Chepkwemoi        | Kenya                 | 4:15,41 |            |
| 12        | Marta Pen               | Portugal              | 4:18,53 |            |
| 13        | Saraswati Bhattarai     | Nepal                 | 4:33,94 | NR         |
| 14        | Celma Bonfim da Graça   | São Tomé och Príncipe | 4:38,86 |            |

#### Heat 2
| Placering | Idrottare               | Nationalitet      | Tid     | Noteringar |
| --------- | ----------------------- | ----------------- | ------- | ---------- |
| 1         | Sifan Hassan            | Nederländerna     | 4:06,64 | Q          |
| 2         | Faith Kipyegon          | Kenya             | 4:06,65 | Q          |
| 3         | Sofia Ennaoui           | Polen             | 4:06,90 | Q          |
| 4         | Jennifer Simpson        | USA               | 4:06,99 | Q          |
| 5         | Malika Akkaoui          | Marocko           | 4:07,42 | Q, SB      |
| 6         | Besu Sado               | Etiopien          | 4:08,11 | Q          |
| 7         | Laura Weightman         | Storbritannien    | 4:08,37 | q          |
| 8         | Jenny Blundell          | Australien        | 4:09,05 | q          |
| 9         | Gabriela Stafford       | Kanada            | 4:09,45 |            |
| 10        | Muriel Coneo            | Colombia          | 4:09,50 |            |
| 11        | Tigist Gashaw           | Bahrain           | 4:10,96 |            |
| 12        | Florina Pierdevara      | Rumänien          | 4:11,55 | SB         |
| 13        | Nikki Hamblin           | Nya Zeeland       | 4:11,88 |            |
| 14        | Anjelina Nadai Lohalith | Flyktingidrottare | 4:47,38 |            |

#### Heat 3
| Placering | Idrottare            | Nationalitet          | Tid     | Noteringar |
| --------- | -------------------- | --------------------- | ------- | ---------- |
| 1         | Dawit Seyaum         | Etiopien              | 4:05,33 | Q          |
| 2         | Shannon Rowbury      | USA                   | 4:06,47 | Q          |
| 3         | Laura Muir           | Storbritannien        | 4:06,53 | Q          |
| 4         | Rababe Arafi         | Marocko               | 4:06,63 | Q          |
| 5         | Meraf Bahta          | Sverige               | 4:06,82 | Q          |
| 6         | Zoe Buckman          | Australien            | 4:06,93 | Q          |
| 7         | Nicole Sifuentes     | Kanada                | 4:07,43 | q          |
| 8         | Violah Cheptoo Lagat | Kenya                 | 4:08,09 | q          |
| 9         | Danuta Urbanik       | Polen                 | 4:08,67 | q          |
| 10        | Diana Sujew          | Tyskland              | 4:09,07 | q          |
| 11        | Margherita Magnani   | Italien               | 4:09,74 |            |
| 12        | Kadra Mohamed Dembil | Djibouti              | 4:42,67 |            |
| 13        | Nelia Martins        | Östtimor              | 5:00,53 |            |
|           | Betthem Desalegn     | Förenade Arabemiraten |         | DNS        |

### Semifinaler

#### Semifinal 1
| Placering | Idrottare               | Nationalitet   | Tid     | Noteringar |
| --------- | ----------------------- | -------------- | ------- | ---------- |
| 1         | Faith Kipyegon          | Kenya          | 4:03,95 | Q          |
| 2         | Dawit Seyaum            | Etiopien       | 4:04,23 | Q          |
| 3         | Shannon Rowbury         | USA            | 4:04,46 | Q, SB      |
| 4         | Besu Sado               | Etiopien       | 4:05,19 | Q          |
| 5         | Laura Weightman         | Storbritannien | 4:05,28 | Q          |
| 6         | Sofia Ennaoui           | Polen          | 4:05,29 | q          |
| 7         | Rababe Arafi            | Marocko        | 4:05,60 | q          |
| 8         | Linden Hall             | Australien     | 4:05,81 |            |
| 9         | Zoe Buckman             | Australien     | 4:06,95 |            |
| 10        | Konstanze Klosterhalfen | Tyskland       | 4:07,26 |            |
| 11        | Ciara Mageean           | Irland         | 4:08,07 |            |
| 12        | Brenda Martinez         | USA            | 4:10,41 |            |

#### Semifinal 2
| Placering | Idrottare            | Nationalitet   | Tid     | Noteringar |
| --------- | -------------------- | -------------- | ------- | ---------- |
| 1         | Genzebe Dibaba       | Etiopien       | 4:03,06 | Q          |
| 2         | Sifan Hassan         | Nederländerna  | 4:03,62 | Q          |
| 3         | Laura Muir           | Storbritannien | 4:04,16 | Q          |
| 4         | Jennifer Simpson     | USA            | 4:05,07 | Q          |
| 5         | Meraf Bahta          | Sverige        | 4:06,41 | Q          |
| 6         | Violah Cheptoo Lagat | Kenya          | 4:06,83 |            |
| 7         | Nicole Sifuentes     | Kanada         | 4:08,53 |            |
| 8         | Malika Akkaoui       | Marocko        | 4:08,55 |            |
| 9         | Diana Sujew          | Tyskland       | 4:10,15 |            |
| 10        | Danuta Urbanik       | Polen          | 4:11,34 |            |
| 11        | Jenny Blundell       | Australien     | 4:13,25 |            |
| 12        | Angelika Cichocka    | Polen          | 4:17,83 |            |

### Final
| Placering | Idrottare        | Nationalitet   | Tid     | Noteringar |
| --------- | ---------------- | -------------- | ------- | ---------- |
| 1         | Faith Kipyegon   | Kenya          | 4:08,92 |            |
| 2         | Genzebe Dibaba   | Etiopien       | 4:10,27 |            |
| 3         | Jennifer Simpson | USA            | 4:10,53 |            |
| 4         | Shannon Rowbury  | USA            | 4:11,05 |            |
| 5         | Sifan Hassan     | Nederländerna  | 4:11,23 |            |
| 6         | Meraf Bahta      | Sverige        | 4:12,59 |            |
| 7         | Laura Muir       | Storbritannien | 4:12,88 |            |
| 8         | Dawit Seyaum     | Etiopien       | 4:13,14 |            |
| 9         | Besu Sado        | Etiopien       | 4:13,58 |            |
| 10        | Sofia Ennaoui    | Polen          | 4:14,72 |            |
| 11        | Laura Weightman  | Storbritannien | 4:14,95 |            |
| 12        | Rababe Arafi     | Marocko        | 4:15,16 |            |